# Avtandil Gogoberidze
Avtandil Nikolaïevitch Gogoberidze (géorgien : ავთანდილ ღოღობერიძე, russe : Автандил Николаевич Гогоберидзе) (né le 3 août 1922 à Soukhoumi en URSS et mort le 20 novembre 1980 à Tbilissi) était un joueur de football et entraîneur soviétique (abkhaze et géorgien), qui évoluait au poste d'attaquant.

## Biographie

### Sélection
Gogoberidze fait ses débuts avec l'équipe d'URSS le 20 juillet 1952 lors d'un match des jeux olympiques d'été de 1952 contre la Bulgarie.

## Statistiques
| Saison                | Club                  | Championnat           | Championnat | Championnat | Coupe(s) nationale(s) | Coupe(s) nationale(s) | Total | Total |
| Saison                | Club                  | Division              | M.          | B.          | M.                    | B.                    | M.    | B.    |
| 1945                  | Dinamo Tbilissi       | D1                    | 21          | 4           | -                     | -                     | 21    | 4     |
| 1946                  | Dinamo Tbilissi       | D1                    | 18          | 3           | 4                     | 2                     | 22    | 5     |
| 1947                  | Dinamo Tbilissi       | D1                    | 24          | 11          | 2                     | 0                     | 26    | 11    |
| 1948                  | Dinamo Tbilissi       | D1                    | 12          | 3           | 1                     | 0                     | 13    | 3     |
| 1949                  | Dinamo Tbilissi       | D1                    | 33          | 9           | 3                     | 2                     | 36    | 11    |
| 1950                  | Dinamo Tbilissi       | D1                    | 35          | 25          | 3                     | 1                     | 38    | 26    |
| 1951                  | Dinamo Tbilissi       | D1                    | 21          | 16          | 2                     | 3                     | 23    | 19    |
| 1952                  | Dinamo Tbilissi       | D1                    | 10          | 4           | 1                     | 0                     | 11    | 4     |
| 1953                  | Dinamo Tbilissi       | D1                    | 20          | 14          | 2                     | 1                     | 22    | 15    |
| 1954                  | Dinamo Tbilissi       | D1                    | 24          | 10          | 2                     | 1                     | 26    | 11    |
| 1955                  | Dinamo Tbilissi       | D1                    | 22          | 9           | 2                     | 1                     | 24    | 10    |
| 1956                  | Dinamo Tbilissi       | D1                    | 22          | 3           | -                     | -                     | 22    | 3     |
| 1957                  | Dinamo Tbilissi       | D1                    | 18          | 3           | 3                     | 2                     | 21    | 5     |
| 1958                  | Dinamo Tbilissi       | D1                    | 22          | 3           | 1                     | 0                     | 23    | 3     |
| 1959                  | Dinamo Tbilissi       | D1                    | 18          | 5           | -                     | -                     | 18    | 5     |
| 1960                  | Dinamo Tbilissi       | D1                    | 18          | 5           | 2                     | 0                     | 20    | 5     |
| 1961                  | Dinamo Tbilissi       | D1                    | 3           | 0           | -                     | -                     | 3     | 0     |
| Total sur la carrière | Total sur la carrière | Total sur la carrière | 341         | 127         | 28                    | 13                    | 369   | 140   |